# Sokorejo
Sokorejo is een bestuurslaag in het regentschap Pekalongan van de provincie Midden-Java, Indonesië. Sokorejo telt 3279 inwoners (volkstelling 2010).